# Пятигорская
Пятигорская — станица в муниципальном образовании «город Горячий Ключ» Краснодарского края. Входит в состав Безымянного сельского округа.

## География
Населённый пункт расположен в горно-лесной зоне, на левом берегу реки Кобза, в районе впадения в него притока Тхамашинка. Находится в 6 км к юго-западу от города Горячий Ключ и в 64 км к югу от Краснодара. По южной окраине станицы проходит федеральная трасса М4.

## Население
| 2002 | 2010  |
| ---- | ----- |
| 980  | ↗1040 |